# Кудринська (Тотемський район)
Ку́дринська (рос. Кудринская) — присілок у складі Тотемського району Вологодської області, Росія. Входить до складу Калінінського сільського поселення.

## Населення
Населення — 288 осіб (2010; 281 у 2002).
Національний склад (станом на 2002 рік):
- росіяни — 99 %